# Сідар-Ридж (Каліфорнія)
Сідар-Ридж (англ. Cedar Ridge) — переписна місцевість (CDP) в США, в окрузі Туолемі штату Каліфорнія. Населення — 1235 осіб (2020).

## Географія
Сідар-Ридж розташований за координатами 38°3′57″ пн. ш. 120°16′26″ зх. д. / 38.06583° пн. ш. 120.27389° зх. д. (38.065736, -120.273869).  За даними Бюро перепису населення США в 2010 році переписна місцевість мала площу 20,19 км², з яких 20,17 км² — суходіл та 0,02 км² — водойми.

## Демографія
Згідно з переписом 2010 року, у переписній місцевості мешкали 1132 особи в 456 домогосподарствах у складі 336 родин. Густота населення становила 56 осіб/км².  Було 774 помешкання (38/км²).
Расовий склад населення:
| - 94,2 % — білих - 0,5 % — корінних американців - 0,4 % — азіатів - 0,3 % — чорних або афроамериканців - 0,1 % — вихідців з тихоокеанських островів |

До двох чи більше рас належало 4,1 %. Частка іспаномовних становила 6,3 % від усіх жителів.
За віковим діапазоном населення розподілялося таким чином: 17,4 % — особи молодші 18 років, 61,7 % — особи у віці 18—64 років, 20,9 % — особи у віці 65 років та старші. Медіана віку мешканця становила 52,2 року. На 100 осіб жіночої статі у переписній місцевості припадало 106,6 чоловіків;  на 100 жінок у віці від 18 років та старших — 107,3 чоловіків також старших 18 років.
Середній дохід на одне домашнє господарство  становив 68 415 доларів США (медіана — 60 673), а середній дохід на одну сім'ю — 73 758 доларів (медіана — 70 571). Медіана доходів становила 60 500 доларів для чоловіків та 38 250 доларів для жінок. За межею бідності перебувало 12,5 % осіб, у тому числі 18,0 % дітей у віці до 18 років та 3,2 % осіб у віці 65 років та старших.
Цивільне працевлаштоване населення становило 480 осіб. Основні галузі зайнятості: освіта, охорона здоров'я та соціальна допомога — 30,8 %, мистецтво, розваги та відпочинок — 14,6 %, роздрібна торгівля — 12,3 %, будівництво — 10,8 %.